# Conde (Bahia)
Pour les articles homonymes, voir Conde.
Conde est une municipalité brésilienne de l'État de Bahia et la microrégion d'Entre Rios.